# Eleutherodactylus juanariveroi
Eleutherodactylus juanariveroi är en groddjursart som beskrevs av Rios-López och Thomas 2007. Eleutherodactylus juanariveroi ingår i släktet Eleutherodactylus och familjen Eleutherodactylidae. IUCN kategoriserar arten globalt som akut hotad. Inga underarter finns listade i Catalogue of Life.